# Urszula Myga-Piątek
Urszula Zdzisława Myga-Piątek (ur. 1963) – polska geograf, dr hab. nauk o Ziemi, profesor nadzwyczajny Instytutu Nauk o Ziemi Wydziału Nauk Przyrodniczych Uniwersytetu Śląskiego w Katowicach.

## Życiorys
W 1987 uzyskała tytuł magistra za pracę pt. Analiza porównawcza form powierzchni planet grupy ziemskiej na tle ich genezy, 22 czerwca 1999 obroniła pracę doktorską Rola gospodarki wodnej w przemianach krajobrazu kulturowego zlewni górnej Wiercicy, 22 lutego 2013 habilitowała się na podstawie dorobku naukowego i pracy zatytułowanej Krajobraz kulturowy – aspekty ewolucyjne i typologiczne.
Objęła funkcję profesora nadzwyczajnego w Instytucie Nauk o Ziemi oraz prodziekana na Wydziale Nauk Przyrodniczych Uniwersytetu Śląskiego w Katowicach.
Piastuje stanowisko Przewodniczącego Polskiego Towarzystwa Geograficznego. Była kierownikiem w Katedrze Geografii Regionalnej i Turyzmu na Wydziale Nauk o Ziemi Uniwersytetu Śląskiego.

## Publikacje
- 2003: Wartości przyrodnicze i kulturowe miasta Myszkowa[1]
- 2005: VII Interdyscyplinarne Seminarium Krajobrazowe "Granice i ich rola w krajobrazach kulturowych" Warszawa, 21-22.10.2005 / Wojciech Zalewski, Urszula Myga-Piątek[1]
- 2010: Georóżnorodność i geoturystyka w terenach poeksploatacyjnych na przykładzie regionu chęcińsko-kieleckiego / Jerzy Nita, Urszula Myga-Piątek[1]
- 2012: Krajobrazowe skutki wzrostu powierzchni leśnych na Wyżynie Częstochowskiej / Jerzy Nita, Urszula Myga-Piątek[1]